# Забегаевское сельское поселение
Забегаевское сельское поселение — упразднённое муниципальное образование в составе Октябрького района Костромской области России.
Административный центр находился в деревне Забегаево. На территории поселения находилось 13 населённых пунктов.
29 марта 2010 года в соответствии с Законом Костромской области № 601-4-ЗКО Забегаевское, Новинское и Стариковское сельские поселения объединены в Новинское сельское поселение.

## Состав поселения
В состав поселения входят следующие населённые пункты:
- Деревня Забегаево
- Деревня Большая Балахонка
- Деревня Вторая Медяна
- Деревня Коротёнки
- Деревня Малиновка
- Деревня Мокруша
- Деревня Мокроносово
- Деревня Пономарёво
- Деревня Потёмкино
- Деревня Ромашкино
- Деревня Тимошино
- Деревня Титово
- Деревня Ягодино

## Население
Общая численность населения — 296 человек.